# سيناريو (فن)
التصور أو السيناريو Screenplay أو النص Script أو نص الفيلم أو المسلسل. التصورات[بحاجة لمصدر] هو وصف تفصيلي تسلسلي مكتوب لأحداث الفيلم سواءً كان فيلماً سينمائي أو مرنائي (تلفزيوني) أو مسلسل مرنائى (تلفزيوني) وغيرها، حسب العرض في دور عرض سينما أو مرناة أي تلفاز متضمناً وصف المكان، والزمان، ووصف الشخصيات جسمانياً ونفسانياً. وقد يكون الحوار أو الديالوج جزءاً من التصورات أو السيناريو، فيتضمن حوار الشخصيات الناطقة في الفيلم أو المسلسل. والتصور أو السيناريو مصطلح لا يخص نوعاً من أنواع الأفلام فهو يشير إلى جميع أنواع الأفلام سواءً كانت روائية قصصية أو وثائقية تسجيلية أو فنية أدائية. ويكتب التصور أو السيناريو في مشاهد يتضمن كل مشهد وصفاً لمكان تصوير المشهد إذا كان داخلياً أو خارجياً، ووقت حدوثه في اليوم سواءً كان صباحاً أو ظهراً أو ليلاً، وحالة المكان أثناء المشهد، وحالة الشخصيات في المشهد وحواراتها.
مصطلح Scenario في الإنجليزية يطلق على النص المسرحي، أما النص المسرحي في العربية فيطلق عليه مسرحية، لذلك فإن المسرحية لا تكون جزءاً من دلالات مصطلح السيناريو في اللغة العربية.

## تاريخ

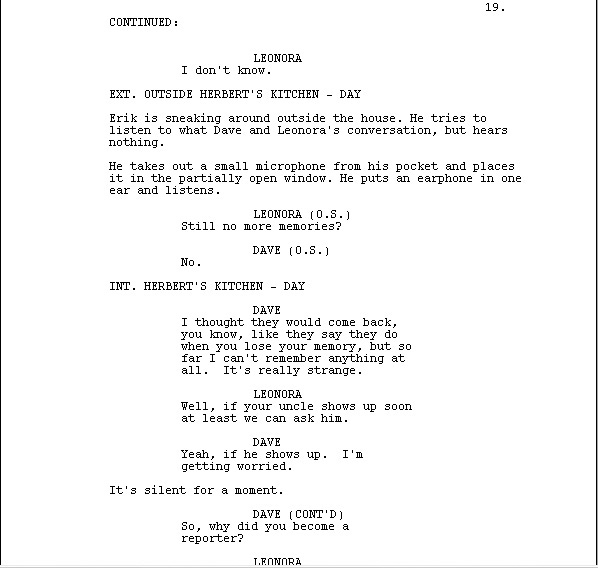

لم تكن السينما عندما بدأت في أواخر القرن التاسع عشر الميلادي تعرف السيناريو، إلا أن المخرج الفرنسي جورج ميلييس كان أول من قدم نموذجاً مشابهاً لما يعرف اليوم بالتصورات أو السيناريو، عندما كتب وصفاً لأحداث فيلمه رحلة إلى القمر.
ثم قدم إدوين بورتر في عام 1903 نموذجاً أكثر تطوراً لتصور النص أو للسيناريو حيث كتب نصاً لفيلم سرقة القطار الكبرى يعتمد على تقسيم الفيلم إلى مشاهد متسلسلة.
ومع زيادة مدة الأفلام أصبح تصوير الأفلام أكثر كلفة مما دفع المنتجين إلى البحث عن كتّاب يتولون مهمة وضع وصف تفصيلي لأحداث الفيلم قبل البدء بتصويرها، وكانوا أول الأمر يستعينون بالصحفيين، قبل أن تتحول كتابة التصور أو السيناريو إلى حرفة فرعا عن كتابة النص الأدبى وهنا ولد فن تصور النص ونشأت مهنة كاتب التصورات السيناريست. وكان الكاتب والمخرج ريتشارد سبنسر هو أول كاتب تصورات أو سيناريو يتم استئجاره لكتابة سيناريو أو تصورات نص فيلم حين كان يعمل صحفياً.

## أنواع السيناريو
للسيناريو ثلاثة أنواع رئيسة هي:
- السيناريو أو التصور الروائي، وهو التصورات أو السيناريو الذي يعتمد على المخيلة القصصية لكاتبه، أو يكون محولاً عن نصٍ قصصي، أو أدبي يأخذ الشكل القصصي، مثل سيناريو الأفلام المفارقاتية الدرامية.
- السيناريو أو التصور الموضوعي، وهو التصورات أو السيناريو الذي يعتمد على الموضوعية والحقائق، مثل سيناريو تصورات نص الأفلام الوثائقية، وسيناريو أو تصورات أفلام إعلان الشركات والمصانع، وسيناريو أو تصورات الأفلام التعليمية وغيرها.
- السيناريو أو التصور التعبيري، وهو التصور أو السيناريو الذي يعتمد على المخيلة الذاتية للكاتب، وطريقة تعبيره عنها، وتندرج تحت هذا النوع سيناريوهات جميع الأفلام التي لا تأخذ شكلاً روائياً ولا شكل وثائقى تسجيلي.

## وصلات خارجية
- (بالإنجليزية)